# USS Guadalcanal (CVE-60)
USS Guadalcanal (CVE-60) là một tàu sân bay hộ tống lớp Casablanca được Hải quân Hoa Kỳ chế tạo trong Chiến tranh Thế giới thứ hai; tên nó được đặt theo đảo Guadalcanal thuộc khu vực quần đảo Solomon, Nam Thái Bình Dương, nơi diễn ra Trận Guadalcanal vào năm 1942. Guadalcanal chỉ thuần túy hoạt động tại Mặt trận Đại Tây Dương cho đến hết Thế Chiến II, chủ yếu trong vai trò tìm diệt tàu ngầm U-boat Đức Quốc xã và huấn luyện phi công tàu sân bay, và nổi bật do thành tích chiếm được chiếc U-505 hầu như nguyên vẹn trong chiếc tranh. Nó xuất biên chế năm 1946, rút đăng bạ năm 1958 và bị bán để tháo dỡ năm 1959. Guadalcanal được tặng thưởng danh hiệu Đơn vị Tuyên dương Tổng thống cùng ba Ngôi sao Chiến trận do thành tích phục vụ trong Thế Chiến II.

## Thiết kế và chế tạo
Con tàu dự định mang tên Astrolabe Bay (AVG-60), nhưng được đổi ký hiệu lườn thành ACV-60 vào ngày 20 tháng 8 năm 1942 trước khi được đặt lườn tại Xưởng tàu Vancouver của hãng Kaiser Company, Inc. ở Vancouver, Washington vào ngày 5 tháng 1 năm 1943. Nó được hạ thủy như là chiếc Guadalcanal (ACV-60) vào ngày 5 tháng 6 năm 1943; được đỡ đầu bởi bà Alvin I. Malstrom; nhưng được xếp lại lớp thành CVE-60 vào ngày 15 tháng 7 năm 1943. Guadalcanal nhập biên chế tại Astoria, Oregon vào ngày 25 tháng 9 năm 1943 dưới quyền chỉ huy của Hạm trưởng, Đại tá Hải quân Daniel V. Gallery.

## Lịch sử hoạt động

### 1943
Sau chuyến đi chạy thử máy và huấn luyện, khi Đại tá Gallery thực hiện cất cánh và hạ cánh lần đầu tiên trên con tàu mới của mình, Guadalcanal tiến hành chuẩn nhận phi công tàu sân bay ngoài khơi San Diego, California, rồi khởi hành vào ngày 15 tháng 11 năm 1943, đi ngang qua kênh đào Panama và đi đến Norfolk, Virginia vào ngày 3 tháng 12. Tại đây nó trở thành soái hạm của Đội đặc nhiệm 22.3, rồi cùng các tàu khu trục hộ tống khởi hành từ Norfolk vào ngày 5 tháng 1 năm 1944 để truy lùng tàu ngầm U-boat Đức Quốc xã tại Bắc Đại Tây Dương.

### Chuyến "tìm-diệt" thứ nhất
Tàu ngầm thời kỳ đầu Thế Chiến II phải chạy trên mặt nước trong hầu hết thời gian, và không thể lặn lâu hơn 72 giờ trước khi phải nổi lên mặt nước để nạp lại pin ắc-quy. Nhưng đến năm 1944, U-boat tránh không nổi lên mặt nước vào ban ngày do chúng sẽ bị máy bay tuần tra phát hiện. Các chuyến tuần tra xuất phát từ các tàu sân bay hộ tống bao trùm khu vực giữa đại dương; và việc nổi lên mặt nước vào ban đêm sẽ an toàn hơn, vì hoạt động bay đêm từ các tàu sân bay hộ tống được xem là quá nguy hiểm. Việc tốt nhất mà các tàu sân bay hộ tống làm được là thay thế các thùng nhiên liệu bổ sung bằng mìn sâu trên một máy bay ném bom-ngư lôi Grumman TBF Avenger, và chiếc máy bay có thể cất cánh từ lúc hoàng hôn, bay tuần tra suốt đêm và hạ cánh lúc bình minh. Những chiếc U-boat sẽ không biết liệu nó có vũ trang hay không, và không dám mạo hiểm ở lại trên mặt nước.
Đại tá Gallery quyết định Guadalcanal sẽ thử nghiệm các hoạt động bay ban đêm. Khi hệ thống tình báo Ultra giải mã được một kế hoạch tiếp nhiên liệu cho U-boat ở địa điểm cách 500 mi (800 km) về phía Tây quần đảo Azores ngay trước khi hoàng hôn ngày 16 tháng 1, chiếc tàu sân bay tung ra tám máy bay Avenger để rà soát khu vực hẹn gặp gỡ. Họ bắt gặp hai chiếc U-boat đang tiếp nhiên liệu và một chiếc khác đang chờ đợi. Sau khi họ bổ nhào ra khỏi mây để tấn công bằng mìn sâu, cả ba con tàu biến mất, nhưng 32 người sống sót từ chiếc U-544 đang bơi trên một vũng dầu. Sau khi chứng kiến thành công của đợt tấn công đêm đầu tiên, các phi công phấn khích ở lại lâu trên không trước khi quay trở lại tàu.
Việc thu hồi máy bay bị chậm do tiếp cận kém khi trời đã tối. Sau lần hạ cánh thứ tư thành công, chiếc Avenger thứ năm hạ cánh quá xa về bên phải nên cả hai bánh đáp mắc kẹt vào lối đi dọc bên mạn tàu và đuôi máy bay chắn ngang sàn đáp. Nhân viên trên sàn đáp không thể di chuyển chiếc Avenger; và ba chiếc còn lại bắt đầu cạn nhiên liệu. Chiếc tàu khu trục làm nhiệm vụ canh phòng máy bay đã cứu được ba thành viên đội bay hạ cánh không thành công, và hai chiếc còn lại được lệnh hạ cánh xuống nước.
Tạm ngưng các nỗ lực hoạt động bay đêm, và không chiếc U-boat nào bị phát hiện vào ban ngày, Đại tá Gallery tiếp tục huấn luyện thủy thủ đoàn các kỹ năng cần thiết cho các hoạt động trong tương lai. Sau khi được tiếp liệu tại Casablanca, đội đặc nhiệm lên đường quay trở về Norfolk để sửa chữa, đến nơi vào ngày 16 tháng 2.

### Chuyến "tìm-diệt" thứ hai
Lên đường cùng các tàu tháp tùng vào ngày 7 tháng 3 với Liên đội Hỗn hợp VC-58 mới được phối thuộc, Guadalcanal đi đến Casablanca, rồi rời cảng này vào ngày 30 tháng 3 cùng một đoàn tàu vận tải hướng sang Hoa Kỳ. Sau ba tuần lễ hoạt động vào ban ngày không tìm thấy chiếc U-boat nào, nó thử nghiệm các hoạt động bay ban đêm vào dịp trăng tròn vào ngày 8 tháng 4. Bốn chiếc Avenger được vũ trang đầy đủ được phóng lên trước hoàng hôn với kế hoạch sẽ được thu hồi lúc khoảng 22 giờ 30 phút. Một chiếc Avenger đã phát hiện tàu ngầm U-515 đang nổi trên mặt biển về phía Tây Madeira để nạp điện; loạt tấn công bằng mìn sâu đã buộc chiếc U-boat phải lặn xuống. Guadalcanal duy trì bốn chiếc Avenger tuần tra trên không vào mọi lúc trong suốt đêm, tấn công mỗi khi U-515 tìm cách nổi lên mặt nước để nạp điện. Mỗi lần phát hiện đã giúp xác định chính xác hơn tọa độ của đối phương; và các tàu khu trục hộ tống Chatelain (DE-149), Flaherty (DE-135), Pillsbury (DE-133) và Pope (DE-134) đã phát hiện nó qua sonar lúc 07 giờ 00 sáng hôm sau. Sự tấn công phối hợp của các con tàu cuối cùng đã buộc U-515 phải nổi lên mặt nước lúc 14 giờ 00 sau khi cạn nguồn điện và không khí ô nhiễm; và Đại úy Hải quân Werner Henke, Hạm trưởng U-515, buộc phải tự đánh đắm tàu mình.
Đang khi khống chế U-515, những chiếc Avenger của Guadalcanal còn phát hiện một chiếc U-boat thứ hai ở cách đó khoảng 60 nmi (110 km); do đó họ duy trì tuần tra suốt đêm 9 tháng 4. Tàu ngầm U-68 bị phát hiện lúc bình minh ngày 10 tháng 4, khi đang nổi trên mặt nước để nạp điện cách 300 nmi (560 km) về phía Nam quần đảo Azores. Ba chiếc Avenger đã tấn công bằng mìn sâu và rocket, đánh chìm U-68, để lại ba trinh sát viên bơi trên mặt biển; nhưng chỉ có thủy thủ Hans Kastrup còn sống sót khi các tàu khu trục đến nơi cứu vớt một giờ sau đó.
Với sự tự tin có được sau khi đánh chìm hai chiếc U-boat chỉ sau hai đêm hoạt động, Guadalcanal tiếp tục các hoạt động bay đêm khi trời sáng trăng, và các đội bay được huấn luyện thuần thục khi đội đặc nhiệm quay trở về Norfolk vào ngày 26 tháng 4. Thành công của Guadalcanal đã thuyết phục các tàu sân bay khác thực hành các phi vụ bay đêm.

### Chiếm chiếcU-505

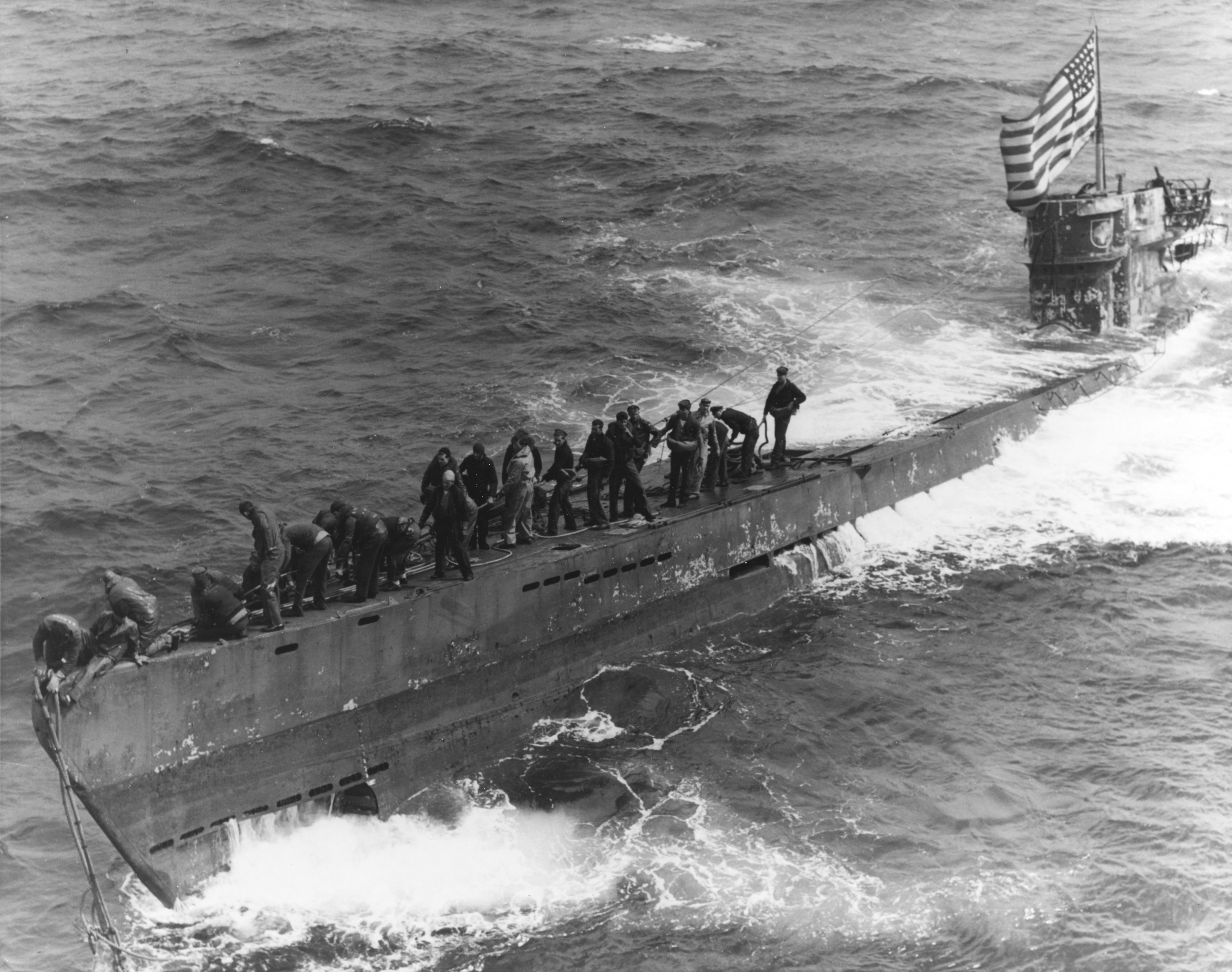
U-505 vừa mới chiếm được, chuẩn bị được Pillsbury kéo đi, ngày 4 tháng 6 năm 1944

Sau khi được sửa chữa tại Norfolk, Guadalcanal cùng các tàu tháp tùng rời Hampton Roads để lại ra khơi vào ngày 15 tháng 5. Sau hai tuần lễ tuần tra không gặp đối phương, Đại tá Gallery ra lệnh cho đội đặc nhiệm hướng đến bờ biển Châu Phi để tiếp nhiên liệu. Tuy nhiên vào ngày 4 tháng 6, mười phút sau khi đổi hướng ở vị trí 150 nmi (280 km) về phía Tây mũi Blanco thuộc Tây Phi thuộc Pháp, tàu khu trục hộ tống Chatelain phát hiện tàu ngầm U-505 khi đối phương đang quay về căn cứ sau chuyến tuần tra kéo dài 80 ngày trong vịnh Guinea. Chiếc tàu khu trục đã lần lượt thả hai lượt mìn sâu để tấn công chính xác dưới sự hướng dẫn bởi máy bay của Guadalcanal lượn vòng bên trên, gây hư hại các van và ống dẫn động cơ của chiếc tàu ngầm. Sự hoảng loạn trên tàu khiến Trung úy Hải quân Harald Lange, Hạm trưởng U-505 lần đầu tiên chỉ huy một chuyến tuần tra, tin rằng con tàu mình đã bị hỏng nặng; và để cứu thủy thủ đoàn, ông cho nổi chiếc tàu ngầm lên chỉ cách Chatelain 700 yd (640 m). Chiếc tàu khu trục phóng ngư lôi, nhưng bị trượt, rồi đối thủ trở thành mục tiêu của hải pháo từ các con tàu trong khi thủy thủ đoàn bỏ tàu.
Đại tá Gallery chờ đợi và chuẩn bị cho một cơ hội này đã lâu, và đã huấn luyện và trang bị cho một đội đổ bộ. Pillsbury được lệnh gửi một xuồng cùng một đội đổ bộ sang chiếc U-boat, dưới quyền chỉ huy của Trung úy Albert David; họ tiếp cận con tàu đang chạy xoay tròn chậm trên biển, và khám phá rằng nó đã bị bỏ lại. Họ nhanh chóng chiếm giữ tài liệu quan trọng, bản mật mã và máy Enigma của con tàu trong khi nỗ lực đóng các van và ngăn ngừa ngập nước. Đội đổ bộ tìm cách tắt động cơ trong khi Pillsbury nối dây cáp để kéo chiếc U-boat. Một đội cứu hộ khác lớn hơn từ Guadalcanal cũng lên tàu, do Trung tá Hải quân Earl Trosino, kỹ sư trưởng của Guadalcanal lãnh đạo, và chuẩn bị chiếc U-505 để kéo. Sau khi nối được cáp và cứu những thủy thủ Đức sống sót, đội đặc nhiệm quay trở về Bermuda kéo theo chiến lợi phẩm vô giá. Tàu kéo Abnaki (ATF-96) gặp gỡ đội đặc nhiệm và đảm nhiệm việc kéo U-505, về đến Bermuda vào ngày 19 tháng 6 sau chặng đường 2.500 nmi (4.600 km). Nguyên là máy trưởng tàu buôn dân sự trước chiến tranh, Trung tá Trosino đã vẽ lại sơ đồ động cơ chiếc tàu ngầm, và đề nghị được đích thân đưa chiếc U-boat vào cảng; Đại tá Gallery đã từ chối không cho phép như vậy.
U-505 trở thành chiếc tàu chiến đối phương đầu tiên bị Hải quân Hoa Kỳ chiếm được ngoài biển khơi kể từ năm 1815. Đội đặc nhiệm của Guadalcanal được tặng thưởng danh hiệu Đơn vị Tuyên dương Tổng thống do đã hoạt động anh dũng và phối hợp đồng đội nhịp nhành để chiếm được tàu đối phương. Trung uý David được tặng thưởng Huân chương Danh dự khi chỉ huy đội đổ bộ, và Đại tá Gallery cũng được tặng Huân chương Cống hiến (Legion of Merit) do lãnh đạo chiến dịch thành công. Chiếc tàu ngầm chiếm được có giá trị to lớn cho tình báo Hoa Kỳ, được cho hoạt động cùng Hải quân Hoa Kỳ cho đến hết chiến tranh như là chiếc để tìm hiểu những bí mật của tàu ngầm U-boat Đức. Số phận của nó được giữ kín cho đến khi chiến tranh kết thúc. U-505 hiện đang được trưng bày tại Bảo tàng Khoa học và Công nghiệp (Chicago).

### 1944-1946
Guadalcanal đi đến Norfolk vào ngày 22 tháng 6 năm 1944, nhưng chỉ trải qua ít ngày trong cảng trước khi lại lên đường tuần tra. Nó rời Norfolk vào ngày 15 tháng 7, và cho đến ngày 1 tháng 12 đã thực hiện thêm ba chuyến tuần tra chống tàu ngầm tại vùng Tây Đại Tây Dương. Nó lên đường vào ngày 1 tháng 12 để huấn luyện tại vùng biển ngoài khơi Bermuda và Cuba, bao gồm việc huấn luyện cất hạ cánh ôn tập cho phi công thuộc liên đội không lực mới, thực hành tác xạ và thực tập chống tàu ngầm cùng chiếc tàu ngầm cũ USS R-9. Guadalcanal quay trở về Mayport, Florida vào ngày 15 tháng 12, tham gia việc huấn luyện chuẩn nhận phi công tàu sân bay và hoạt động huấn luyện tại vùng biển Cuba cho đến ngày 13 tháng 2 năm 1945, khi nó quay trở về Norfolk. Một chuyến đi huấn luyện ngắn khác đến vùng biển Caribe được thực hiện trước khi nó đi đến Mayport vào ngày 15 tháng 3 cho một lượt huấn luyện chuẩn nhận phi công, rồi chuyển đến Pensacola, Florida cho những hoạt động tương tự. Sau khi đã huấn luyện chuẩn nhận cho gần 4.000 phi công mới, Guadalcanal quay trở về Norfolk và được cho xuất biên chế tại đây vào ngày 15 tháng 7 năm 1946.
Guadalcanal được đưa về Hạm đội Dự bị Đại Tây Dương tại Norfolk. Ký hiệu lườn của nó được đổi thành CVU-60 vào ngày 15 tháng 7 năm 1955, và tên nó được cho rút khỏi danh sách Đăng bạ Hải quân vào ngày 27 tháng 5 năm 1958. Con tàu được bán cho hãng tại Hugo Neu Corp. New York để tháo dỡ vào ngày 30 tháng 4 năm 1959. Chuẩn đô đốc Daniel Gallery đã hạ cánh và cất cánh lần cuối cùng lên chiếc tàu sân bay trên một máy bay trực thăng ngoài khơi vịnh Guantánamo, Cuba, trước khi con tàu được kéo đến Nhật Bản để tháo dỡ.

## Phần thưởng
Guadalcanal được tặng thưởng danh hiệu Đơn vị Tuyên dương Tổng thống cùng ba Ngôi sao Chiến trận do thành tích phục vụ trong Thế Chiến II. Danh hiệu Đơn vị Tuyên dương Tổng thống của nó được đích thân Đô đốc Ernest J. King, Trưởng ban Tác chiến Hải quân đề nghị.